# Gettext
gettext es la biblioteca GNU de internacionalización (i18n). Comúnmente se usa para escribir programas con interfaz en varios idiomas.

## Flujo de trabajo

Flujo de trabajo

### Programador
Primero es necesario modificar el código fuente para poder usar las llamadas de GNU gettext. Esta modificación consiste en usar, como parámetro de la función gettext, las cadenas de texto que el usuario verá. Para ahorrar tiempo de escritura y espacio, esta función es usualmente asignada a _, en el código C
```
 
printf
(
gettext
(
"My name is %s.
\n
"
),
 
mi_nombre
);

```

Se convierte en:
```
 
printf
(
_
(
"My name is %s.
\n
"
),
 
mi_nombre
);

```

Además de C, GNU gettext tiene las siguientes implementaciones: C++, Objective C, sh script, bash script, Python, GNU CLISP, Emacs Lisp, librep, GNU Smalltalk, Java, GNU awk, Pascal, wxWidgets (a través de la clase WxLocale), YCP (the YaST2 language), Tcl, Perl, PHP, y Pike. El uso es similar al de C para muchos de estos.
xgettext se ejecuta sobre el código fuente para producir un archivo .pot, o plantilla, cuando contiene una lista de todas las cadenas de texto traducibles extraída del código fuente. Una entrada en el archivo .pot se puede ver como:
```
#: src/name.c:36

msgid
 
"My name is %s.\n"

msgstr
 
""

```

### Traductor
El traductor genera un archivo .po desde la plantilla usando el programa msginit, y comienza a traducirlo. msginit inicializa el fichero con las traducciones, por lo tanto, si deseamos crear una traducción al español, ejecutaríamos lo siguiente: 
```
 
msginit
 
--locale
=
es
 
--input
=
name.pot

```

Eso generaría el fichero es.po. Una entrada sencilla se verá como la siguiente:
```
#: src/name.c:36

msgid
 
"My name is %s.\n"

msgstr
 
"My name is %s.\n"

```

El traductor tendrá que editarlas, o a mano o con una herramienta de traducción como Poedit. Cuando esto esté hecho, la entrada ahora se verá así:
```
#: src/name.c:36

msgid
 
"My name is %s.\n"

msgstr
 
"Mi nombre es %s.\n"

```

Finalmente, los ficheros .po son compilados en un fichero binario .mo con msgfmt. De forma que queden listos para ser distribuidos con el paquete de software.

### Usuario
El usuario, sobre sistemas tipo Unix, establece la variable de entorno LANGUAGE, y el programa mostrará las cadenas en el idioma seleccionado, si es que hay un archivo .mo para ello.